# Stratégie optionnelle
 (janvier 2021).
La forme ressemble trop à un extrait de cours et nécessite une réécriture afin de correspondre aux standards de Wikipédia.
 (janvier 2021).
Si vous disposez d'ouvrages ou d'articles de référence ou si vous connaissez des sites web de qualité traitant du thème abordé ici, merci de compléter l'article en donnant les références utiles à sa vérifiabilité et en les liant à la section « Notes et références ».
En finance, une stratégie optionnelle consiste à acheter et/ou vendre plusieurs options (calls et puts) et éventuellement de l'actif sous-jacent, dans le but de bénéficier des mouvements, ou de leur absence, anticipés du marché du sous-jacent ou de celui de la volatilité. Les possibilités n'ont comme limite que l'imagination des acteurs des marchés. Nous n'aborderons ici que les plus courantes à base d'options ordinaires (call et put).
L'option d’achat et l’option de vente permettent aux opérateurs quatre stratégies de base que sont:
- l'achat du call
- la vente du call
- l'achat du put
- la vente du put

auxquelles s'ajoutent des stratégies plus complexes et structurées dont certains sont détaillées ci-dessous.

## Stratégies haussières
Elles sont employées lorsque celui qui souhaite la mettre en œuvre anticipe une hausse du marché à un horizon donné. La plus simple est l'achat d'un call. Elle est aussi celle qui reflète l'anticipation la plus forte. En revanche, elle peut être assez onéreuse. Presque toutes les stratégies présentées ci-après ne permettront pas de bénéficier d'une hausse considérable du sous-jacent, en revanche, elles coûteront en général moins cher.

### Achat d'un put ou vente d'un call

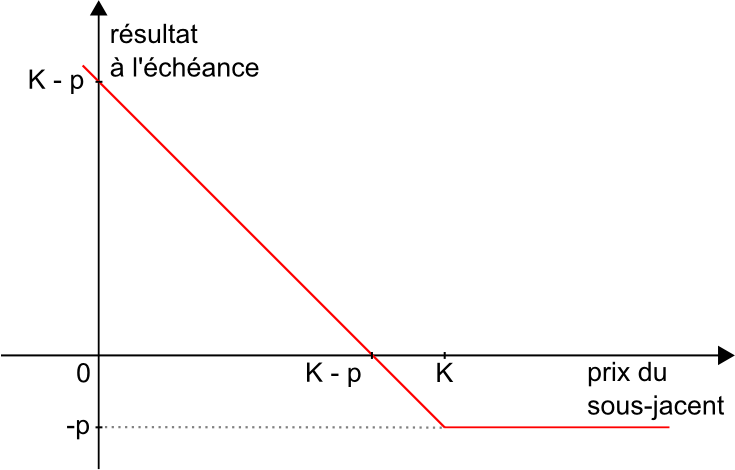
Profil de résultat d'un acheteur d'un put de prime p et de prix d'exercice K

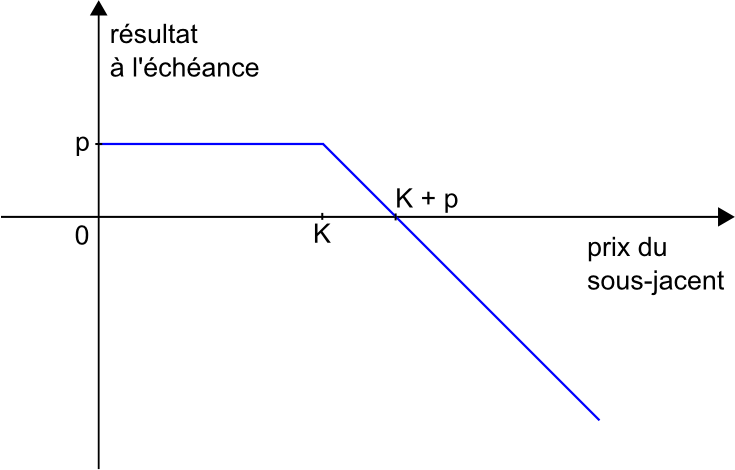
Profil de résultat d'un vendeur d'un call de prime p et de prix d'exercice K

### Achat d'uncallou vente d'unput

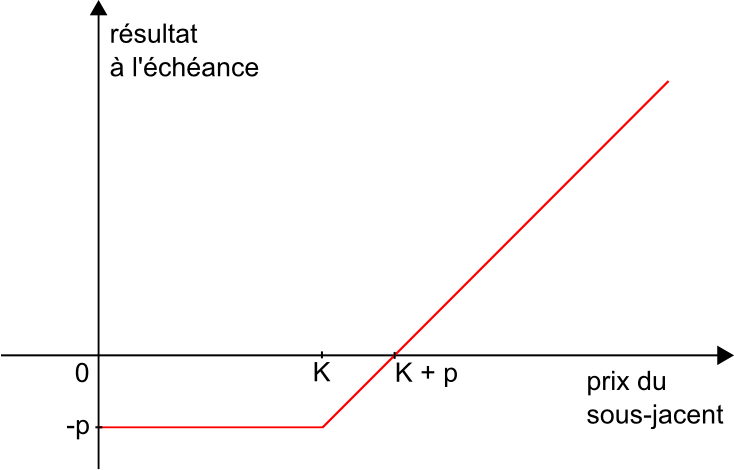
Profil de résultat d'un acheteur d'un call de prime p et de prix d'exercice K

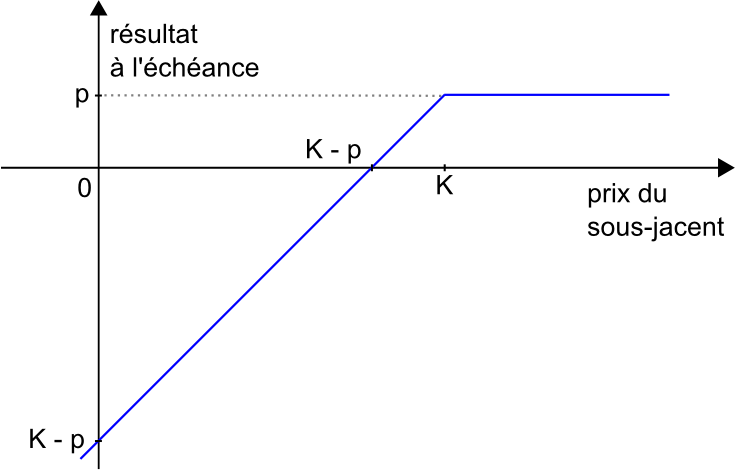
Profil de résultat d'un vendeur d'un put de prime p et de prix d'exercice K

Dans le cas de l'achat d'un call, le gain possible est illimité, mais pour cela, il faut débourser la prime. À l'inverse, le vendeur d'un put voit son gain limité à la prime reçue, mais si le marché baisse, sa perte possible est illimitée (limitée si le prix du sous-jacent ne peut prendre des valeurs négatives). Ces deux stratégies ne portent pas du tout le même risque.

### Achat d'uncall spreadou vente d'unput spread
Une stratégie de spread implique de prendre une position dans deux options au moins, du même type.
Il existe plusieurs types de spread parmi lesquels :
- L'achat d'un call spread est une stratégie appliquée lorsque l'on anticipe une hausse des cours. Elle se traduit par l'achat d'un call que l'on compense dans le même temps par la vente d'un autre call qui vient amortir l'investissement.
- Un put spread est une stratégie simple qui combine l'achat et la vente de deux options de même type des puts, portant sur le même sous-jacent, ayant même maturité, et qui ne différent que par les prix d'exercice, les strikes. Ils s'utilisent lorsque l'on anticipe une baisse des cours.
- Le bull spread qui correspond à l'achat d'un call (put) à un prix d'exercice donné et de la vente d'un call (put) à un prix d'exercice supérieur, les deux portant sur le même sous-jacent. La création d'un bull spread implique une anticipation à la hausse du cours du sous-jacent.
- Le bear spread qui correspond à l'achat d'un call (put) à un prix d'exercice donné et de la vente d'un call (put) à un prix d'exercice inférieur, les deux portant sur le même sous-jacent. La création d'un bear spread implique un espoir de baisse du cours du sous-jacent.
- Le box spread est une combinaison d'un bull spread et d'un bear spread.

Exemple : La stratégie d'un call spread consiste à acheter un call de prix d'exercice K1 et de prime p1, et à vendre un second call de prix d'exercice K2, avec K2 > K1, de prime p2.

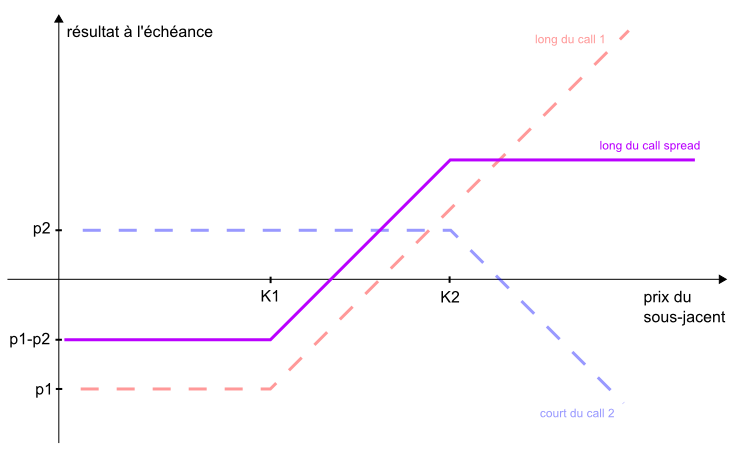
Profil de résultat d'un acheteur d'un call spread de prix d'exercice K1 et K2

La prime de cette structure est donc inférieure à celle d'un call seul. En revanche le gain maximum est de K2 - K1 - (p1 - p2), alors que le gain possible d'un call est illimité.

## Stratégies baissières
Elles sont employées lorsque celui qui souhaite la mettre en œuvre anticipe une baisse du marché à un horizon donné. La plus simple est l'achat d'un put. Elle est aussi celle qui reflète l'anticipation la plus forte. En revanche, elle peut être assez onéreuse.

## Stratégies neutres
Elles sont employées lorsque celui qui souhaite la mettre en œuvre anticipe que soit le marché ne va beaucoup évoluer, soit n'a pas d'idée sur la direction d'un mouvement à un horizon donné, mais en revanche que la volatilité va bouger.

### Stratégies haussières sur la volatilité

#### Achat d'unstraddle
Achat de call et achat de put de même strike et de même date d'échéance.
Une stratégie de straddle est appropriée lorsqu'un investisseur anticipe une importante variation du cours du sous-jacent, sans savoir dans quel sens elle se produira. En effet, si le cours du sous-jacent (une action par exemple) est proche du strike à la date d'échéance des options, le straddle aboutira à une perte.

#### Achat d'unstrangle
Achat de call et de put avec un strike plus grand pour le call.
Une stratégie de strangle est une stratégie proche de celle du straddle, à la différence près que l'investisseur pariera sur une variation plus significative du cours du sous-jacent.

#### Achat d'un papillon (butterlfly)
Achat de 2 call et vente de 2 call ayant comme strike la moyenne des strikes précédents.

#### Achat d'un condor
Achat de 2 call et vente de 2 call dont les strikes sont intercalés entre les strikes des deux premiers call.

### Stratégies baissières sur la volatilité

#### Vente d'unstrangle
La vente d'un strangle est utilisée par un investisseur lorsque celui-ci estime une faible variation du cours du sous-jacent (souvent une action dans ce cas-ci). Cette stratégie comporte, comme la vente d'un straddle, un risque de perte potentiellement illimitée.